# Знання України
Знання України — українське видавництво, що спеціалізується на виданні підручників, посібників, монографій, науково-популярної літератури. Видавництво також надає редакційно-видавничі й поліграфічні послуги.

## Серії
- Вища педагогічна освіта і наука України
- Антология сыска (рос.)[1]
- Системологія на транспорті
- Філософія політики[2]
- Муніципальне право зарубіжних країн[3]